# سکاکیه (فرقه خوارج)
سکاکیه از شاخه‌های فرقه اباضیه خوارج هستند که به پیروی از عبدالله سکاک لواتی پرداختند. این فرقه از اباضیه شمرده شده ولی برخی آن را انشعابی از اسلام دانند.

## رهبر فرقه
این فرقه به عبدالله سکاک لواتی منتسب اند که در علم و ادب کوشا بود و در علوم اسلامی به درجات عالی رسید. وی پس از مدتی تغییر رویه داد و سنت، اجماع و قیاس را باطل اعلام کرد و معتقد بود که همه چیز را باید از قرآن استخراج کرد.

## اعتقادات
این فرقه نماز و اذان را بدعت دانسته و نماز را تنها در صورتی صحیح می دانند که معنا و تفسیر آن مشخص باشد. 

## انشعاب
اباضیه این فرقه را به جهت بدعت‌های آنان گمراه می دانند. طعیمه گوید که سکاکیه را نمی توان انشعابی از اباضیه دانست و بهتر دانسته است که این فرقه، انشعابی مستقل از دین اسلام است.